# Бахман, Лутц
Лутц Бахман (нем. Lutz Bachmann; род. 26 января 1973, Дрезден) — немецкий политический активист, создатель и лидер ультраправой антиисламской и антисемитской организации ПЕГИДА (Патриотические европейцы против исламизации Запада).

## Биография
Бахман родился в 1973 в семье мясника в Дрездене. После окончания школы учился на повара. В 1992 году основал рекламное агентство.

## ПЕГИДА
Бахман стал инициатором, организатором и «лицом» ПЕГИДА. Он выступал в качестве оратора на демонстрациях. Был избран председателем 14 ноября 2014 года в рамках учредительного собрания движения ПЕГИДА. Его жена также активно участвует в ассоциации и появлялась в качестве оратора на митингах ПЕГИДА.
21 января 2015 года Бахман подал в отставку с поста руководителя ПЕГИДА после того, как прокуратура Дрездена начала расследование в отношении него по подозрению в подстрекательстве. Это было сделано после сообщения СМИ о расистских высказываниях Бахмана на своей странице в Facebook, на которой он в сентябре 2014 года охарактеризовал беженцев как «скотов», «грязь» и «преступников» и отрицал существование беженцев от войны. Также он разместил 2 фотографии себя:
- в форма Ку-Клукс-Клана с подписью «Три К в день избавляют от меньшинств»;
- фото на котором он изобразил себя как Адольф Гитлер.[3]

После этого Бахман удалил свой профиль в Facebook.
В конце февраля 2015 года было объявлено, что Бахман после тайного голосования движения вновь выполняет функции одного из трех членов правления в ПЕГИДА.